# 2000 aux États-Unis
Chronologie des États-Unis
- 1996
- 1997
- 1998
- 1999
- 2000
- 2001
- 2002
- 2003
- 2004

Cette page concerne des événements qui se sont produits durant l'année 2000 du calendrier grégorien aux États-Unis.

## Gouvernement
- Président : Bill Clinton
- Vice-président : Al Gore
- Secrétaire d'État : Madeleine Albright

- Chambre des représentants - Président : Dennis Hastert (Parti républicain)

## Événements

### Janvier
- 4 janvier : Alan Greenspan est nommé pour un quatrième mandat à la tête de la Réserve fédérale[1].
- 10 janvier : America Online annonce un accord pour l'achat de Time Warner pour 162 milliards de dollars (la plus grande fusion d'entreprises jamais réalisée)[2].
- 12 janvier : Affaire Elián González : La procureure générale Janet Reno décide qu'un enfant sauvé par la Garde côtière doit être rendu à son père à Cuba.
- 19 janvier : Un incendie a lieu au Boland Hall de l'Université Seton Hall à South Orange (New Jersey) : 3 morts et 58 blessés[3].
- 26 janvier : Le groupe de rap Rage Against the Machine tourne un clip devant la bourse de Wall Street. La présence d'une foule importante a pour conséquence la fermeture de celle-ci pour quelques heures[4].
- 30 janvier : Super Bowl XXXIV. Les Rams de Saint-Louis battent les Titans du Tennessee avec un score de 23-16.
- 31 janvier : Le vol Alaska Airlines 261 s'écrase dans l'Océan Pacifique : 88 morts.

### Février
- 11 février : L'explosion d'un engin explosif improvisé devant une banque Barclays, en face de la Bourse de New York à Wall Street, fait des dizaines de blessés[5].
- 13 février : Fin de la publication du comic strip Peanuts à la suite du décès de son créateur, Charles Schulz. Le strip a été publié sans interruption pendant 50 ans.
- 17 février : Lancement de la version publique de Windows 2000.

### Mars
- 7 mars : Le gouverneur du Texas, George W. Bush, et le vice-président américain, Al Gore, sortent vainqueurs des caucus et des primaires républicains et démocrates pour l'élection présidentielle américaine à venir.
- 20 mars : Jamil Abdullah Al-Amin, alias H. Rap Brown, un ancien Black Panther, est arrêté après une fusillade à Atlanta, en Géorgie, qui a causé la mort d'un adjoint du shérif[6].
- 21 mars : La Cour suprême des États-Unis juge que le gouvernement n'a pas le pouvoir de réglementer le tabac en tant que drogue addictive, rejetant ainsi la principale initiative antitabac de l'administration Clinton[7].
- 26 mars : 72e cérémonie des Oscars. Le film American Beauty gagne l'Oscar du meilleur film.
- 27 mars : Explosion suivie d'un incendie au complexe chimique de la Phillips Petroleum à Pasadena (Texas) : 1 mort et 71 blessés[8].

### Avril
- 1er avril : Recensement des États-Unis de 2000 : la population résidente est de 281 421 906 habitants.
- 22 avril : Lors d'un raid précédent l'aube, des agents fédéraux récupèrent Elián González, 6 ans, au domicile de ses proches à Miami, en Floride, et la rendent à son père cubain, mettant ainsi fin à l'une des batailles pour la garde les plus médiatisées de l'histoire des États-Unis.
- 25 avril : L’État du Vermont légalise l'union civile pour les couples de même sexe.
- 28 avril : Richard Baumhammers (en) entame une fusillade de deux heures à caractère raciste à Pittsburgh, en Pennsylvanie, faisant cinq morts et un blessé grave (paralysé)[9].

### Mai
- 19 mai : Sortie du film Dinosaure, 39e « Classique d'animation » de Disney.
- 24 mai : Cinq personnes sont tuées par balle lors d'un vol dans un restaurant Wendy's dans le Queens, à New York[10].
- 28 mai : Fin de la publication du comic-strip La Famille Illico (Bringing Up Father) qui avait démarré le 12 janvier 1913.

### Juin
- 1er juin : L'Exposition universelle de 2000 à Hanovre, en Allemagne, débute sans la présence des États-Unis.

### Juillet
- 14 juillet : Sortie du film X-Men.

### Août
- 8 août : Le CSS H. L. Hunley est renfloué.

### Septembre
- 3 septembre : Séisme de magnitude 5.0 à Yountville (Californie) : 41 blessés, et entre 10 et 50 millions de dollars de dégâts[11].
- 8 septembre : La déclaration du millénaire de l'Organisation des Nations unies est signée à New York.
- 15 septembre-1er octobre : Jeux olympiques d'été de 2000. Les États-Unis gagnent 37 médailles d'or, 24 médailles d'argent, et 32 médailles de bronze.

### Octobre
- 11 octobre : Déversement de 950 000 m3 de boues de charbon dans le comté de Martin, Kentucky (considéré comme un désastre environnemental plus grave que la marée noire de l'Exxon Valdez)[12].
- 12 octobre : Attaque à l'embarcation piégée du USS Cole à Aden (Yémen) : 17 morts et 39 blessés.
- 16 octobre : Mort de Mel Carnahan, 51e gouverneur du Missouri lors d'un accident d'avion dans le Comté de Jefferson (Missouri).

### Novembre
- 7 novembre : Election Day, scrutins présidentiels, sénatoriaux et législatifs. Le scrutin présidentiel entre Al Gore et George W. Bush est marqué par un suspense inédit en raison du recomptage des voix de Floride.

### Décembre
- 11 décembre : Lancement de l'Acela Express par la société Amtrak, train à grande vitesse entre Boston et Washington.
- 13 décembre :
  - Au lendemain de Bush v. Gore, Al Gore concède l'élection après un mois de procédure et de décompte électoral. Le gouverneur du Texas George W. Bush est président élu.
  - Évasion des Texas Seven (en), groupe de prisonniers de la John B. Connally Unit (Texas).
- 15 décembre :
  - le marché de l'électricité californien connait une grave crise de pénurie, les compagnies d'électricité locales (qui ont sous investis dans les infrastructures) ne pouvant répondre à la demande locale. Le gouvernement fédéral (via la Federal Energy Regulatory Commission) intervient alors pour juguler la crise.
  - Sortie de Kuzco, l'empereur mégalo, 40e « Classique d'animation » de Disney.
- 20 décembre : Tuerie de masse de Wichita (en) (Kansas) : 5 morts et 2 blessés.
- 26 décembre : Tuerie de masse de Wakefield (en) (Massachusetts) : 7 morts.
- 28 décembre : Le géant américain de la vente au détail Montgomery Ward annonce sa cessation d'activité après 128 ans.
- 31 décembre : Le président Bill Clinton signe le Statut de Rome de la Cour pénale internationale.

## Économie & Société
- Le budget fédéral affiche un excédent budgétaire exceptionnel : 237 milliards de dollars, soit 2,4 % du PIB.
- Recettes historiques issues de l'impôt fédéral sur le revenu : 1 000 milliards de $.
- La barre des 2 millions de détenus est franchie aux États-Unis. Le nombre d'incarcération a augmenté de 153 % en 15 ans. 1/3 des détenus étant liés au trafic de drogue.

## Culture

### Cinéma

#### Films américains sortis en 2000
- Gladiator
- Le Plus Beau des combats
- Seul au monde
- Mission impossible 2
- X-Men
- Big Mamma
- Charlie et ses drôles de dames
- The Patriot

#### Autres films sortis aux États-Unis en 2000
- x

#### Oscars
- Meilleur film :
- Meilleur réalisateur :
- Meilleur acteur :
- Meilleure actrice :
- Meilleur film documentaire :
- Meilleure musique de film :
- Meilleur film en langue étrangère :

## Naissance en 2000
- Natalie Alyn Lind, actrice.
- 4 janvier : Rhiannon Leigh Wryn, actrice.
- 8 janvier : Noah Cyrus, actrice.
- 23 février : Tucker Albrizzi, acteur.
- 9 avril : Jackie Evancho, chanteuse.
- 11 avril : Morgan Lily, actrice.
- 7 mai : Maxwell Perry Cotton, acteur.
- 30 mai : Jared S. Gilmore, acteur.
- 25 juillet : Mason Cook, acteur.
- 28 septembre : Frankie Jonas, acteur et voix off.
- 31 octobre : Willow Smith, chanteuse et actrice.
- 10 novembre : Mackenzie Foy, actrice.

## Décès en 2000
- 6 janvier : Don Martin, dessinateur de bandes dessinées ;
- 11 janvier : Bob Lemon, joueur de baseball ;
- 12 janvier : Bobby Phills, joueur de basket-ball ;
- 15 janvier : Fran Ryan, actrice ;
- 18 janvier :
  - Jester Hairston, acteur et auteur-compositeur ;
  - Frances Drake, actrice ;
- 19 janvier :
  - Hedy Lamarr, actrice ;
  - Alan North, acteur ;
- 25 janvier : Herta Freitag, mathématicienne ;
- 26 janvier : Donald Budge, joueur de tennis.